# Parafia Niepokalanego Poczęcia Najświętszej Maryi Panny w Górzycy
Parafia pw. Niepokalanego Poczęcia Najświętszej Maryi Panny w Górzycy – parafia rzymskokatolicka, należąca do dekanatu Gryfice, archidiecezji szczecińsko-kamieńskiej, metropolii szczecińsko-kamieńskiej Kościoła rzymskokatolickiego. W parafii posługują księża diecezjalni. Według stanu na wrzesień 2018 proboszczem parafii był ks. Bogumił Stepek. 

## Miejsca święte

### Kościół parafialny
Kościół Niepokalanego Poczęcia Najświętszej Maryi Panny w Górzycy

### Kościoły filialne i kaplice
- Kościół Matki Bożej Królowej Świata w Kłodkowie[1]
- Kościół Podwyższenia Krzyża Świętego w Otoku[1]
- Kościół Matki Bożej Królowej Różańca Świętego w Prusinowie[1]